# Enchanted Land
Enchanted Land is een computerspel dat in 1990 door Thalion Software werd uitgebracht voor de Commodore Amiga en de Atari ST. Het spel is een multi-directional scrolling platformspel. speler speelt een magiër en moet al springende over de platforms tegen verschillende vijanden vechten. Het doel van het spel is om vijf stukken van een hart te verzamelen. Er kan gebruikgemaakt worden van twaalf wapens.

## Platform
- Amiga (1990)
- Atari ST (1990)

## Ontvangst
| Beoordeeld door                | Platform | Jaar | Score |
| ------------------------------ | -------- | ---- | ----- |
| ST Format                      | Atari ST | 1991 | 92%   |
| ASM (Aktueller Software Markt) | Amiga    | 1991 | 75%   |
| ASM (Aktueller Software Markt) | Atari ST | 1991 | 67%   |
| Power Play                     | Atari ST | 1991 | 66%   |